# باري كوبر (أستاذ جامعي)
باري كوبر (بالإنجليزية: Barry Cooper)‏ هو عازف أرغن وملحن بريطاني، ولد في 2 مايو 1949 في ساوثند أون سي في المملكة المتحدة. وهو أيضًا عالم موسيقى معروف بتخصصه في حياة وأعمال الملحن الكلاسيكي لودفيج فان بيتهوفن. وقد قام بالعديد من الأبحاث والمساهمات في فهم وتفسير موسيقى بيتهوفن. أحد أهم أعماله هو إعداد وتحرير المخطوطات الموسيقية لبيتهوفن، بما في ذلك أعمال غير منشورة، مثل السيمفونية العاشرة؛ التي قام بتجميعها من بقايا مخطوطات غير منشورة كان بيتهوفن قد تركها قبل وفاته.

## وصلات خارجية
- باري كوبر على موقع ميوزك برينز (الإنجليزية)
- باري كوبر على موقع ديسكوغز (الإنجليزية)